# Seiko

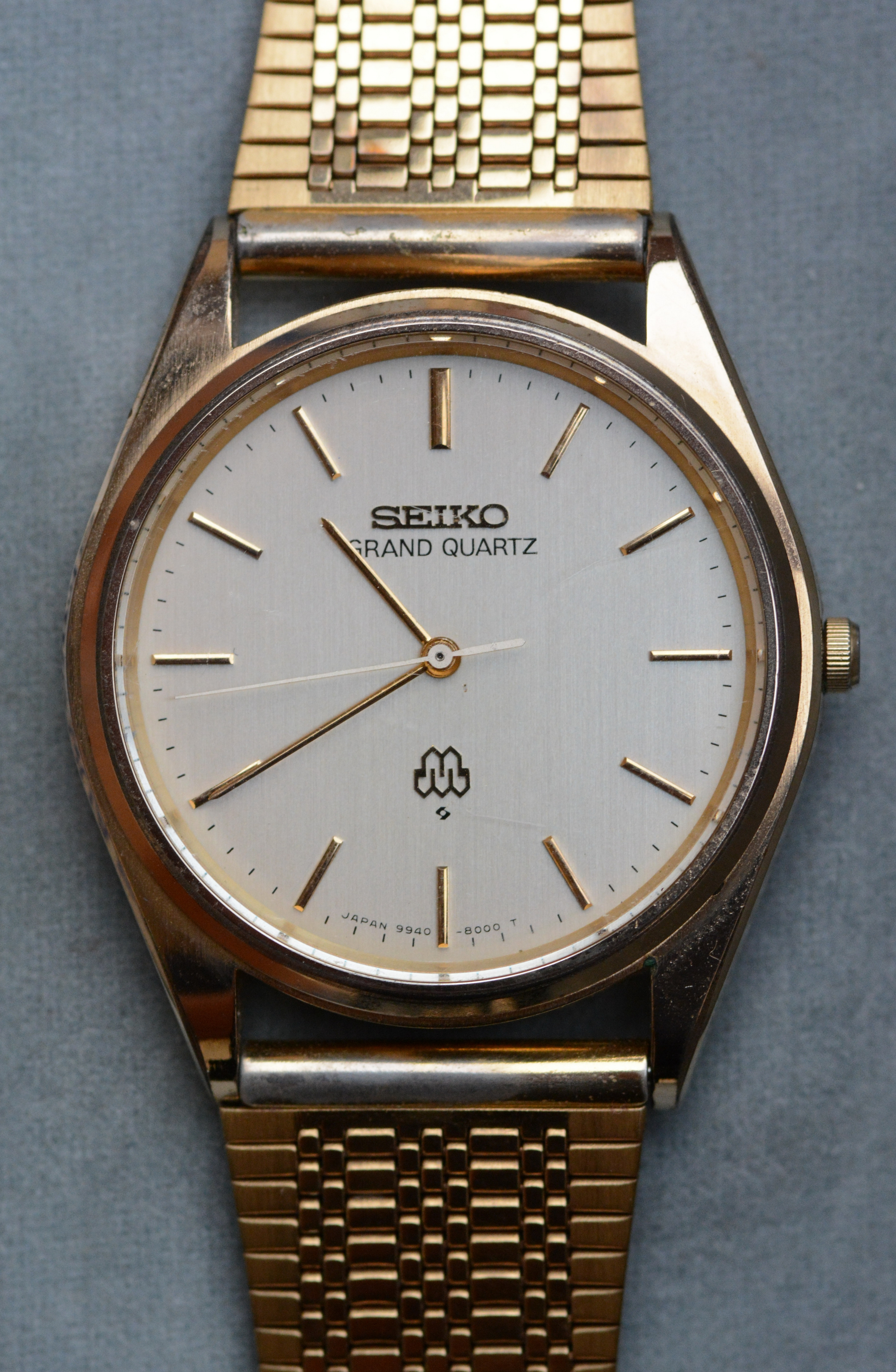
En klocka från Seiko

Seiko Holdings Corporation, oftast kallad Seiko, är ett japanskt företag som producerar ur, klockor, elektronik, halvledare, smycken och optik. Seiko grundades 1881 av Kintarō Hattori som detta år öppnade en ur- och smyckesbutik i Tokyo. Egen tillverkning inleddes 1892. Seiko är känt för att ha lanserat ett av världens första armbandskvartsur och det första kvartsuret med kronograf.